# Thom Pace
Thom Pace (eigentlich Thomas Michael Pace; * 13. Januar 1949 in Boise, Idaho) ist ein US-amerikanischer Country-Musiker.

## Biografie
Pace wuchs in Pocatello auf. Bevor er professioneller Musiker wurde, nahm er mit 18 Jahren Klavierunterricht. Anfangs verdiente er seinen Lebensunterhalt durch Theater- und Clubauftritte sowie als Barpianist.
1974 schrieb er den Song Maybe, der ursprünglich für den Film When the Northwind Blows bestimmt war. Im selben Jahr wurde er als Medley Wear the Sun in Your Heart/Maybe im Film The Life and Times of Grizzly Adams eingesetzt und 1977 war er der Titelsong der Fernsehserie Der Mann in den Bergen. Dennoch blieb der gewünschte Erfolg zunächst aus; das Lied wurde nicht einmal veröffentlicht. Erst als die Serie 1979 in Europa ausgestrahlt wurde, konnte sich Pace in den Hitparaden platzieren. Das Lied Maybe stieg im Mai 1979 auf Platz 14 der britischen Hitparade und im November 1979 erreichte es Platz 1 der deutschen Charts, als die Serie auch im Ersten Deutschen Fernsehen ausgestrahlt wurde. Der Song hielt sich neun Wochen an der Spitze und blieb 28 Wochen in der Hitparade. Insgesamt verkaufte sich Maybe über eine Million Mal. Im Januar 1980 wurde Pace in Ilja Richters Sendung Disco mit einer Goldenen Schallplatte ausgezeichnet. Im selben Jahr erhielt er die Goldene Europa.
Im folgenden Jahrzehnt veröffentlichte Pace in Europa noch einige Platten, ohne jedoch seinen Erfolg wiederholen zu können (vergl. One-Hit-Wonder). Nach 15 Jahren zog sich Pace aus dem Showbusiness zurück und arbeitete vorübergehend als Hubschrauberpilot auf Hawaii. Heute lebt er in Nordidaho.
2010 erschien die deutschsprachige Single Sonne, schein auf mich, ein Duett von Thom Pace und Oliver Stern.
2018 erschien nach zwölfjähriger Pause das Album Come Down Hard (Youth Rising).

## Diskografie

### Alben
- 1980: Maybe
- 1985: The Life and Times of Grizzly Adams Soundtrack
- 1988: Pace Yourself
- 2003: Not in Compliance
- 2006: Slices of the Past & Future
- 2018: Come Down Hard (Youth Rising)

### Singles
- 1979: Maybe / Friends
- 1980: Belong to Someone / She Cheers Me Up
- 1980: Don’t Look Now / Easy with You
- 2010: Sonne, schein auf mich (mit Oliver Stern)